# Švedska narodna banka
Švedska narodna banka (švedski: Sveriges riksbank) je švedska središnja banka.
Osnovana je 1668., pod nazivom "Rikets Ständers Bank". Najstarija je središnja banka na svijetu i 3. najstarija banka na svijetu, koja još uvijek radi. Prethodnica banke osnovana je 1656., a zvala se "Johan Palmstruchska banken" ili "Stockholmska banka". Iako je bila privatna banka, regulirao ju je kralj, koji je bio imenovan za upravitelja.
Od 1904., Švedska narodna banka ima isključivo pravo tiskanja novaca (službene valute) u Švedskoj. Do tada je svaka banka objavljivala svoj novac.
Sadašnji je guverner Stefan Ingves (imenovan 1. siječnja 2006. na šestogodišnje razdoblje).
Budući da, je Švedska članica EU-a, Švedska narodna banka članica je ESSB-a - Europskog sustava središnjih banaka.
Glavni cilj upravljanja monetarnom politikom je održavanje fiksne novčane vrijednosti. Banka se zalaže, da inflacija mora biti "stabilno niska" oko 2% godišnje.